# Przechadzki po mieście

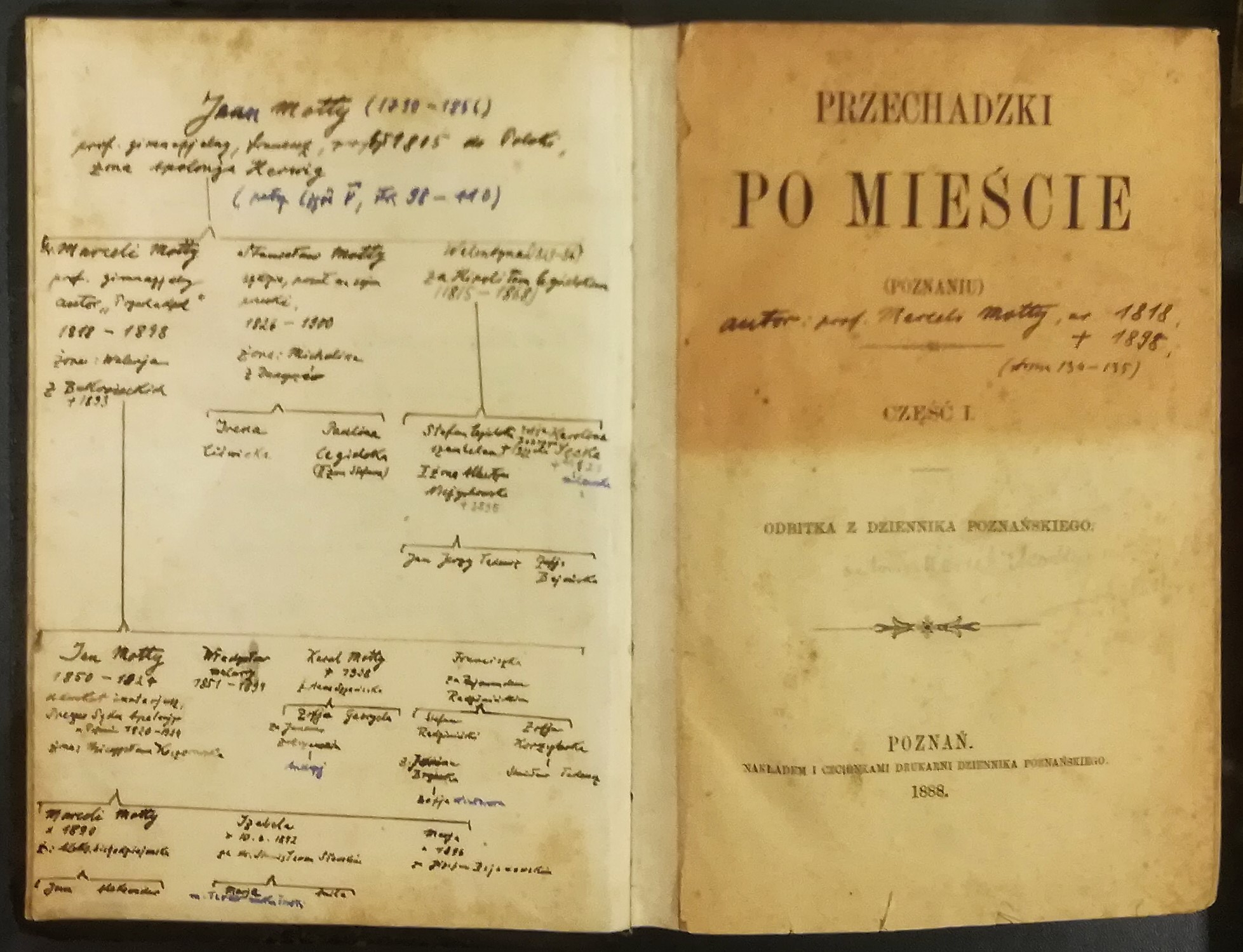
Pierwsze wydanie z 1888

Przechadzki po mieście – cykl felietonów autorstwa Marcelego Mottego.
Cykl publikowany był na łamach Dziennika Poznańskiego w latach 1888–1891 i powstał po przejściu Mottego na emeryturę. Pisany był z myślą o młodym pokoleniu mieszkańców miasta – miał im uświadomić, jak wyglądał XIX-wieczny Poznań, a także zamieszkujące go sławne postacie, pracujące dla dobra wspólnego, np. Karol Marcinkowski, Karol Libelt, Edward Raczyński, Hipolit Cegielski, Tytus Działyński i inni (większość z nich znał osobiście). Konwencją dzieła są wspólne spacery 70-letniego Mottego z młodym przyjacielem – fikcyjnym panem Ludwikiem, któremu autor opowiada o przeszłości miasta i jego mieszkańców. Motty uważał, że spacer to jeden z najpewniejszych, a przy tym najtańszych środków higienicznych podtrzymywania i krzepienia starych organizmów. Autor walczył z germanizacją, ceniąc jednocześnie tych Niemców, którzy cechowali się według niego uczciwością i mądrością. Niejednokrotnie podkreślał swoje przywiązanie do polskości. Dzieło było także pomysłem Mottego na ukojenie bólu po stracie większości najbliższych, poprzez spisanie własnych wspomnień. Przechadzki dają historykom bardzo rozległy, dokładny i plastyczny obraz XIX-wiecznego Poznania i zawierają bardzo znaczący materiał historiograficzny, w tym dotyczący miejsc i szczegółów nie opisywanych gdzie indziej.
Podobnym w wydźwięku, ale bardziej nastawionym na bieżące informacje, był wcześniejszy cykl Mottego – Listy Wojtusia z Zawad do Pafnusia, ukazujący się w tym samym dzienniku w latach 1865–1867.